# بوخلیفه
بوخلیفه (به عربی: بوخلیفة) یک شهرداری در الجزایر است که در استان بجایه واقع شده‌است.